# Liste deutscher Stadtgründungen/18. Jahrhundert
Die Liste deutscher Stadtgründungen im 18. Jahrhundert enthält Orte, die im 18. Jahrhundert gegründet oder erstmals urkundlich erwähnt wurden und später zu Städten wurden.
- 1715 Karlsruhe
- 1718 Ludwigsburg
- 1722 Herrnhut in der Oberlausitz, gegr. 17. Juni durch Graf Nikolaus Ludwig von Zinzendorf, Stadtrecht 1929
- 1742 Niesky, urk. Ersterwähnung als Kolonie der Herrnhuter Brüdergemeine, Stadtrecht 1935

## Verleihung der Stadtrechte
Folgende Orte bekamen im 18. Jahrhundert die Stadtrechte verliehen:
- 1702 Bad Belzig
- 1718 Gößnitz
- 1723 Freren
- 1724 Ibbenbüren
- 1733 Neustrelitz
- 1746 Hagen
- 1754 Hagenow
- 1763 Pirmasens
- 1794 Altena